# Циклотронний резонанс Азбеля — Канера
Циклотронний резонанс (ЦР) Азбеля — Канера — резонансне поглинання енергії високочастотного електромагнітного поля в металі на частотах {\displaystyle \omega }, кратних частоті обігу електрона в магнітному полі {\displaystyle \omega _{c}}, обумовлене багаторазовим синхронним прискоренням електронів на ділянці орбіти, що знаходиться в скін-шарі. Був теоретично передбачений М. Я. Азбелем та Е. А. Канером у 1956 р. Є науковим відкриттям, зареєстрованим у Державному реєстрі відкриттів СРСР, № 45 з пріоритетом від 31 січня 1956 р.
Періодичне синхронне прискорення електронів у вузькому скін-шарі нагадує прискорення електронів високочастотним електричним полем у проміжку між дуантами циклотрону. Аналогія із принципом дії циклотрону визначила назву резонансу — циклотронний резонанс.
Слід відрізняти ЦР Азбеля — Канера від циклотронного резонансу (або, як назвали його автори відкриття, «діамагнітного резонансу»), передбаченого Я. Г. Дорфманом та Р. Б. Дінглом для напівпровідника, поміщеного в постійне магнітне поле і в перпендикулярне йому поле циркулярно поляризованої електромагнітної хвилі з частотою {\displaystyle \omega \backsim \omega _{c}}, електричне поле якої внаслідок малої концентрації носіїв заряду можна вважати однорідним.

## Умови спостереження

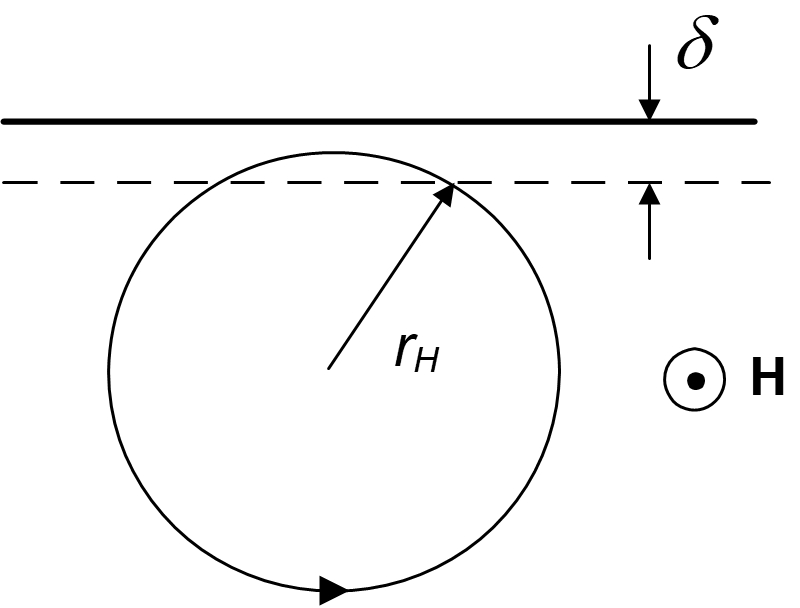
Рис. Схема спостереження ЦР Азбеля — Канера

ЦР Азбеля-Канера спостерігається в умовах аномального скін-ефекту, коли глибина проникнення високочастотного поля в метал (глибина скін-шару) {\displaystyle \delta } значно менше довжини вільного пробігу носіїв заряду {\displaystyle l}, а ларморівський радіус {\displaystyle r_{H}} траєкторії руху в магнітному полі {\displaystyle H}, паралельному поверхні, задовольняє нерівності {\displaystyle \delta \ll r_{H}\ll l}. Ці умови передбачають спостереження резонансу в чистих монокристалічних провідниках за низьких температур у сильних магнітних полях.

## Якісне пояснення
Геометрія експерименту зі спостереження ЦР Азбеля-Канера наведено на Рис. У паралельному поверхні магнітному полі існує група електронів (при замкнутій фермі-поверхні), орбіта яких проходить через скін-шар. При {\displaystyle r_{H}\ll l} вони багаторазово повертаються в цей шар, хоча більшу частину часу проводять поза ним. Електричне поле у скін-шарі змінюється з часом із частотою {\displaystyle \omega }. Якщо частота обертання електрона {\displaystyle \omega _{c}} збігається з частотою поля, електрон прискорюватиметься електричним полем хвилі при кожному заході в скін шар. Очевидно, що те саме відбуватиметься, якщо частота поля кратна циклотронної частоти, {\displaystyle \omega =n\omega _{c}}, {\displaystyle n=1,2,3...} .
Циклотронна частота {\displaystyle {{m}_{c}}={\frac {eH}{{{m}_{c}}c}}} залежить від ефективної циклотронної маси {\displaystyle {{m}_{c}}={\frac {1}{2\pi }}{\frac {\partial S}{\partial {{\varepsilon }_{F}}}}}, де {\displaystyle S} — переріз поверхні Фермі площиною постійного значення імпульсу електрона вздовж магнітного поля {\displaystyle {{p}_{H}}=const}, {\displaystyle \varepsilon _{F}} — енергія Фермі. Особливості високочастотного імпедансу виникають при екстремальних значеннях частот {\displaystyle \omega =n{{\left({{\omega }_{c}}\right)}_{extr}}}, для яких {\displaystyle {\frac {\partial {{\omega }_{c}}}{\partial {{p}_{H}}}}=0} . Особливості імпедансу формуються також електронами поблизу еліптичних опорних точок поверхні Фермі, у яких швидкість електронів {\displaystyle v_{F}} спрямована вздовж магнітного поля. У цих точках {\displaystyle {{m}_{c}}={\frac {1}{v_{F}{\sqrt {K}}}}}, де {\displaystyle K} — Гаусова кривина поверхні Фермі.